# Finkenhofstraße
Die Finkenhofstraße ist eine Straße im Frankfurter Stadtteil Nordend. 

## Lage
Die Straße beginnt bei Nummer 57 des Oeder Wegs und verläuft in südwestlicher Richtung bis zur Eschersheimer Landstraße, bei deren Nummer 38 sie endet.

## Namensherkunft
Sie ist benannt nach dem 1835 verstorbenen Georg Daniel Fink, der früher einen Feldhof im Gebiet der heutigen Straße besaß.

## Geschichte
Von 1804 bis 1812 wurde die Frankfurter Stadtbefestigung niedergelegt. In der Folge kam es zu erster Bautätigkeit außerhalb der Wallanlagen. Im Jahr 1835 siedelten etwa drei Dutzend Familien nördlich des Eschenheimer Tors zwischen Eschersheimer Chaussee und Oeder Weg. 1851 wurde die erste Querverbindung zwischen beiden Straßen geschaffen, die Querstraße.
Die Stadt Frankfurt begann in den Folgejahren mit der Planung des Straßennetzes in dieser Gegend. 1859 wurden die Fluchtlinien der Baustraße festgelegt, 1862 folgte als Verlängerung die Sömmeringstraße, 1865 wurden Finkenhofstraße und Fichardstraße geschaffen, 1872 folgten die Heine- und die Lersnerstraße.
In den 1850er- und 1860er-Jahren wurden in dem neuen Viertel etwa 100 Häuser errichtet. Typischerweise handelte es sich um Vorstadthäuser auf quadratischer Grundfläche im Stil des Klassizismus. Einige der Häuser aus dieser Epoche stehen noch.

## Besondere Gebäude

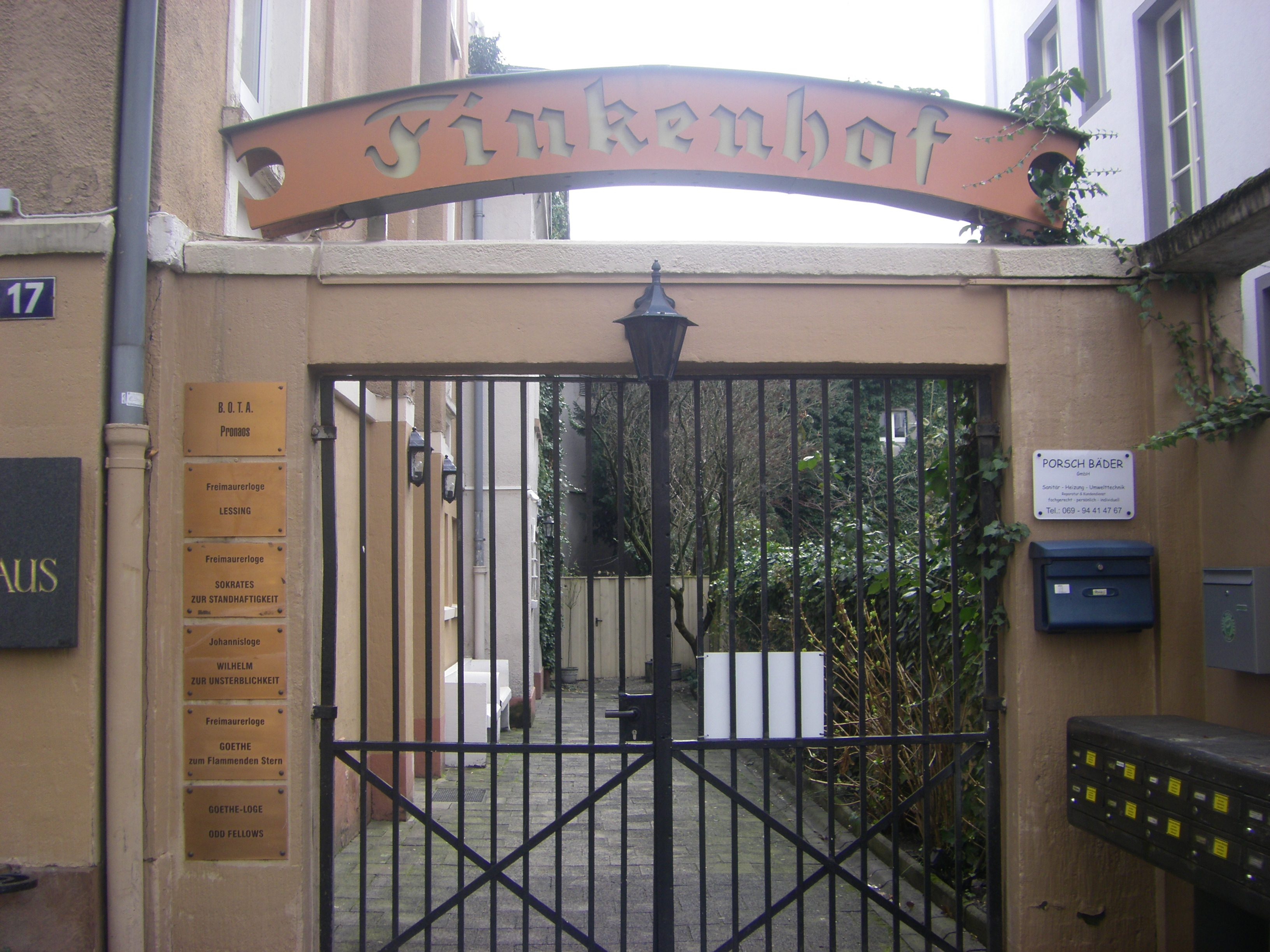
Eingang zum Finkenhof (Frankfurter Logenhaus)

Die spätklassizistische Villa Nummer 17 beherbergt heute das Logenhaus Frankfurt, auch bekannt als Logenhaus im Finkenhof.
Vor dem Haus Nummer 15 befinden sich Stolpersteine für den Oberlandesgerichtsrat Carl Ernst Weigert (1884–1942), seine Frau Elisabeth Weigert geborene Süss (1889–1942) sowie deren Mutter Elisabeth Süss geborene Creizenach (1869–1942). Elisabeth Weigert war Eigentümerin des Anwesens in der Finkenhofstraße 15, wo die Eheleute bis zu ihrem Tod wohnten. 
Vor dem Haus Nummer 23 befinden sich Stolpersteine für den Architekten Emil Stelzer (1897–1944), einem aktiven Turner und Turnlehrer bei Eintracht Frankfurt, und seine Frau Else Stelzer geborene Wolf (1903–1944), die beide 1943 in ein Konzentrationslager deportiert wurden. Bei der Verlegung der Stolpersteine für die Eheleute Stelzer sprachen der Präsident von Eintracht Frankfurt, Peter Fischer, und der Leiter des Eintracht-Museums und Buchautor Matthias Thomas.
Im Haus Nummer 20 lebte bis zum 12. Juli 1939 Dora Heyum (geboren am 13. August 1893 als Dora Schloß in Langen), die seit ca. 1919 mit dem Direktor der Ada-Ada-Schuhfabrik, Julius Heyum, verheiratet war und mit ihm in Frankfurt lebte. Nachdem ihr Mann 1936 verstorben war, wohnte sie erst in der Aystettstraße 5 und anschließend in der Finkenhofstraße 20, danach in der Wolfsgangstraße 132/I und zuletzt in der Eschersheimer Landstraße 20. Für die Familie Schloß befinden sich Stolpersteine in Langen.
Im Haus Nummer 21 lebte der Verleger Heinrich Remigius Sauerländer (1821–1896). Der noch immer existierende J. D. Sauerländer’s Verlag hatte im selben Haus bis zu seinem Umzug nach Bad Orb seinen Sitz. 
Unter Nummer 24 befindet sich die Villa Finkenhof.

## Denkmalgeschützte Häuser in der Finkenhofstraße
Alle wichtigen Gebäude befinden sich im zweiten Abschnitt der Straße zwischen Bornwiesenweg und Eschersheimer Landstraße (Nummern 11 bis 33 sowie 20 bis 46).
Die auf der Südseite der Straße gelegenen Gebäude mit den Nummern 11 bis 25 und 29 sowie die auf der Nordseite gelegenen Häuser Nummer 28 bis 36 sowie 42 und 44 gehören zu den Baudenkmälern im Frankfurter Nordend. Die auf der Südseite gelegenen Häuser entstanden – mit Ausnahme der Nummern 15 (um 1863) und 29 (1872) – alle um 1858 und somit etwa fünf Jahre nach den meisten Baudenkmälern auf der Nordseite, die – mit Ausnahme der Nummern 28 (ebenfalls um 1858) und 32 (1912) – alle bereits um 1853 entstanden sind.
| Bild               | Bezeichnung                | Lage                                     | Beschreibung | Bauzeit  | Daten |
| ------------------ | -------------------------- | ---------------------------------------- | --- | -------- | ----- |
| weitere Bilder     | Finkenhofstraße 11/13      | Nordend, Finkenhofstraße 11/13 Lage      | Spätklassizistische Mietshausgruppe mit überhöhter Gebäudeecke und ursprünglichem Balkongitter als Rest reichen Fassadendekors.                                                     | ca. 1858 |       |
| weitere Bilder     | Finkenhofstraße 15         | Nordend, Finkenhofstraße 15 Lage         | Nobles Mietshaus des Spätklassizismus von mit ausgewogener Fassadengliederung durch Lisenen und Fugenschnitt.                                                                       | ca. 1863 |       |
| weitere Bilder     | Finkenhofstraße 17         | Nordend, Finkenhofstraße 17 Lage         | Spätklassizistische Villa, heute Logenhaus; rückwärtig 1923 um einen Saalbau (Finkenhof) auf L-förmigem Grundriss mit expressionistischen Anklängen erweitert (s. u. Leimenrode 8), | ca. 1858 |       |
| weitere Bilder     | Finkenhofstraße 19         | Nordend, Finkenhofstraße 19 Lage         | Spätklassizistische Villa, gegen 1870 verändert, Einfriedung um 1900. | ca. 1858 |       |
| weitere Bilder     | Finkenhofstraße 21         | Nordend, Finkenhofstraße 21 Lage         | Mietshaus des Spätklassizismus mit symmetrischer Fassade durch Risalit zentriert, seitlich heraustretendes Treppenhaus.                                                             | ca. 1858 |       |
| weitere Bilder     | Finkenhofstraße 23/25      | Nordend, Finkenhofstraße 23/25 Lage      | Spätklassizistisches Doppelhaus mit Einfriedung aus der Zeit um 1900. | ca. 1858 |       |
| weitere Bilder     | Finkenhofstraße 28 und 28h | Nordend, Finkenhofstraße 28 und 28h Lage | Ländliches Vorstadthaus im Geschmack des romantischen Klassizismus; rückwärtig Gartenhaus um 1870 in Fachwerk.                                                                      | ca. 1858 |       |
| weitere Bilder     | Finkenhofstraße 29         | Nordend, Finkenhofstraße 29 Lage         | Stattliches Mietshaus in der Tradition des Klassizismus. | 1872     |       |
| weitere Bilder     | Finkenhofstraße 30         | Nordend, Finkenhofstraße 30 Lage         | Spätklassizistisches Mietshaus in villenartigen Dimensionen. | ca. 1858 |       |
| weitere Bilder     | Finkenhofstraße 32         | Nordend, Finkenhofstraße 32 Lage         | Neoklassizistisches Mietshaus mit konvexem Vorbau und spärlicher Fassadendekoration.                                                                                                | 1912     |       |
| weitere Bilder     | Finkenhofstraße 34         | Nordend, Finkenhofstraße 34 Lage         | Ländliches Vorstadthaus im Geschmack des romantischen Klassizismus; urspr. Einfriedung.                                                                                             | ca. 1858 |       |
| Finkenhofstraße 36 | Finkenhofstraße 36         | Nordend, Finkenhofstraße 36 Lage         | Klassizistisches Etagenhaus mit axialern Fassadenrisalit. | ca. 1858 |       |
| Finkenhofstraße 42 | Finkenhofstraße 42         | Nordend, Finkenhofstraße 42 Lage         | Klassizistische Villa in kubischer Form. | ca. 1858 |       |
| weitere Bilder     | Finkenhofstraße 44         | Nordend, Finkenhofstraße 44 Lage         | Klassizistische Villa mit symmetrischer Front. | ca. 1858 |       |